# Marcello Fraulini
Marcello Fraulini (Aviano, 15 dicembre 1905 – Trieste, 29 agosto 1985) è stato uno scrittore italiano.

## Biografia
Marcello Fraulini nasce ad Aviano il 15 dicembre 1905.
Scoppiata già nel 1914 la prima guerra mondiale, l'Austria entra in guerra anche con l'Italia e il padre Enrico, residente a Trieste, ha voluto mantenere la cittadinanza italiana. 
Marcello si sposa con Vanda Chiandussi, figlia di commercianti triestini, nella Chiesa della Beata Vergine del Soccorso. Ottiene l'incarico di maestro elementare insegnando a Cattinara, Lucinico, Gorizia e infine a Trieste.
1943 -1945 La città di Trieste viene occupata dalle truppe tedesche assieme all'Istria e alla Dalmazia e viene nominato un governatore militare tedesco del Litorale Adriatico in previsione della creazione della Grande Germania con sbocco sul Mediterraneo. Ma comincia ad apparire chiaro il destino della guerra e con la sconfitta dei tedeschi la possibilità concreta che la città di Trieste venga occupata dalle truppe Jugoslave che sognavano la costituzione del VII Stato della Repubblica Federativa Jugoslava (come poi è accaduto per 40 giorni). Con tale certezza, per evitare che la città cadesse nelle mani Jugoslave, come auspicavano i numerosi partigiani sloveni, e si corresse il pericolo della pulizia etnica, Marcello Fraulini aderisce  al movimento dei partigiani italiani capeggiato dal colonnello Fonda Savio e da Italo Soncini.
1931 Pubblica “tempo di fox-trot” commedia in tre atti, Trani Editore
1934 Pubblica “La canzone del figlio ignoto”  Trani Editore Copertina di Umberto Corva
1935 Pubblica la commedia in tre atti “La Signora del bel Novecento” Trani Editore.
1937 Pubblica “Terra piana” Liriche Licinio Cappelli Editore.
1940 Fonda la Camerata Artistica Triestina che svolge manifestazioni artistiche nell'Aula Magna della scuola Dante Alighieri sino al settembre 1943, data di occupazione tedesca della città. Su sollecitazione del Maestro Compositore Antonio Illersberg che le ha musicate, nel 1940 scrive in dialetto triestino “Le cantuzzade alla triestina” pubblicate nel 1943 dalla Camerata Artistica Triestina e che nel dopoguerra il coro Illersberg eseguirà anche all'estero vincendo i maggiori premi mondiali riservati ai complessi corali. Scrive anche un poemetto dal titolo “Il grano del Carso” musicato sempre dal Maestro Illersberg, spartito musicale prima scomparso e recentemente ritrovato e depositato presso il Museo Teatrale Carlo Smidl.
1942  Pubblica “A Gabriele D'Annunzio – epicedio” in occasione del XII incontro della Camerata Artistica Triestina.
1945  Pubblica il romanzo “L'uomo dimentica presto” Cozzi Editore. Nel frattempo si è laureato in lettere a Trieste con pieni voti e lode con il prof. Ferdinando Pasini.
1945  In maggio, appena finita l'occupazione jugoslava di Trieste, fonda la Società Artistico Letteraria, di cui nel 2005 è stato celebrato alla Biblioteca Statale il sessantesimo anno di attività. La S.A.L. Società Artistico Letteraria, pubblicherà oltre cento volumi di autori regionali e i Quaderni degli Scrittori Giuliani, la maggiore antologia del Friuli Venezia Giulia, Istria e Dalmazia, che raccoglie tutti i maggiori poeti e scrittori regionali italiani della seconda metà del Novecento. Nel volume “La SAL di Marcello Fraulini – Quarant'anni di Società Artistico Letteraria a Trieste 1945 – 1985 Edizioni Italo Svevo, il figlio Enrico Fraulini ha cercato di raccogliere gran parte della manifestazioni segnalando le persone che hanno collaborato all'attività (circa 2500, come risulta dall'elenco alfabetico pubblicato). Un importante Fondo presso la Biblioteca Statale donato dal figlio Enrico raccoglie le opere pubblicate, scritte e presentate dalla Società Artistico Letteraria, spesso arricchite con importanti dediche autografe, come quella del fondatore del futurismo Marinetti (oltre 1500 volumi).
1951  Pubblica la raccolta di liriche “Valori” Casa Editrice Maia – Siena
Dal  1952 ottiene il posto di Direttore Didattico del circolo di Roiano, Gretta, Barcola e Cologna
1954  Pubblica la raccolta di liriche “Forme” Casa Editrice Maia – Siena
1957  Pubblica la raccolta di liriche “Misure” Casa Editrice Maia – Siena
Pubblica “La rinuncia di Don Giovanni -  un atto cavalleresco” La nuova Italia Letteraria Bergamo
1961 Inventa la Mostra del Paesaggio della Regione che ha visto nel 2012 la quarantacinquesima edizione nella Lux Art Gallery del dr. Giorgio Parovel). Sedi della mostra sono state le sale del Circolo Italo Americano di via Galatti, le sale del Circolo Terni di via Carducci, il palazzo Vivante, il Bastione Fiorito di San Giusto, il Palazzo della Regione di Piazza Unità d'Italia, il Palazzo Costanzi, il palazzo Morpurgo della Biblioteca Statale.
1965  Pubblica “L'eremita e il pastore” commedia in un atto, Ed. Società Artistico Letteraria.
Viene nominato Consigliere dell'Università Popolare di Trieste promuovendo la cultura italiana in Istria e a Fiume e dirigendo numerosi corsi per gli insegnanti di lingua italiana.
1976  Pubblica il romanzo “Un'estate a Trieste” Ed. Italo Svevo
1977  Pubblica la silloge di poesia “L'epifania dell'angelo rosso” Rebellato Editore
1980  Pubblica il romanzo “Città di mare” Ed. Italo Svevo
1981  Pubblica “La gastalda” racconti Ed. Italo Svevo
1985  Esce postumo il libro di racconti “Equivoci della vita” Istituto Propaganda Libraria Milano
1984	Pubblica “Vedere nella notte – esperienze in poesia” – Istituto Propaganda Libraria Milano

## Onorificenze
- Medaglia d'oro del Ministero della Pubblica Istruzione
- La Scuola materna di Villa Opicina è intitolata al suo nome.
- Un busto dello scultore Vanni Bandiera è collocato nello storico Caffè Tommaseo di Trieste dove Marcello Fraulini ha tenute moltissime conferenze insegnando a Trieste l'amore per l'arte.

| Controllo di autorità | VIAF (EN) 15148995940759751557 · ISNI (EN) 0000 0000 5649 7141 · SBN CFIV038174 · LCCN (EN) n78017825 · J9U (EN, HE) 987007398417005171 · CONOR.SI (SL) 55076963 |